# Archibald Campbell (Politiker, 1874)

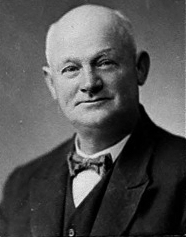
Archibald Campbell im Jahre 1935

Archibald Campbell (* 2. Januar 1874; † 1. September 1955) war ein neuseeländischer Politiker der Labour Party.

## Biografie
Norman Hartley Campbell, der Bruder von Archibald Campbell, kandidierte bei den Parlamentswahlen 1928 und 1931 im Wahlkreis Chalmers ohne Erfolg. Er wurde zum Kandidat der Labour bei der Wahl 1935 nominiert, als er im Februar 1935 nach einer Operation verstarb. Die Labour Party plante, M. Connoly als Kandidat zu nominieren, aber da es Leugnungen gab, fand eine neue Nominierungswahl statt, die von Archibald Campbell gewonnen wurde. Mit ihm gewann die Labour Party den Wahlkreis Chalmers bei der Wahl 1935 zurück, aber Campbell kandidierte bei der Wahl 1938 nicht.
Campbell saß im Legislative Council von 1939 bis 1946 und von 1947 bis 1950, als das Oberhaus abgeschafft wurde.